# Pejelagartero 2.ª Sección
Pejelagartero 2.ª Sección es una localidad del municipio de Huimanguillo ubicado en la subregión de la Chontalpa del estado mexicano de Tabasco.

## Geografía
La localidad de Pejelagartero 2.ª Sección se sitúa en las coordenadas geográficas 18°02′59″N 93°50′41″O / 18.049722, -93.844722, a una elevación de 4 metros sobre el nivel del mar.

## Demografía
Según el Conteo de Población y Vivienda 2020, efectuado por el Instituto Nacional de Estadística y Geografía, la localidad de Pejelagartero 2.ª Sección tiene 920 habitantes, de los cuales 458 son del sexo masculino y 462 del sexo femenino. Su tasa de fecundidad es de 2.85 hijos por mujer y tiene 256 viviendas particulares habitadas.
| Gráfica de evolución demográfica de Pejelagartero 2.ª Sección entre 1990 y 2020 |
|                                                                                 |
| INEGI.                                                                          |